# Коварство и любов (Фридрих Шилер)
„Коварство и любов“ (на немски: Kabale und Liebe), „Интриги и любов“, „Любов и политика“ или „Луиза Милер“ е пиеса в 5 действия, написана от немския драматург Фридрих Шилер (1759 – 1805).
Това е неговата трета пиеса. Тя показва как интригите унищожават любовта между Фердинанд фон Валтер (благороднически син) и Луиза Милер (дъщеря на музикант от средната класа).

## Действащи лица
- Президент фон Валтер
- Фердинанд – президентският син, майор в армията
- Маршал фон Калб
- Лейди Милфорд – любимката на принца
- Вурм – личният секретар на президента
- Милер – градски музикант
- Госпожа Милер
- Луиза – дъщеря на Милер
- София – прислужница на лейди Милфорд
- Прислужникът на принца
- Няколко второстепенни герои

- Фердинанд
- Луиза Милер

## Сюжет
Фердинанд е майор от армията и син на президента фон Валтер (с най-висок благороднически ранг в германския кралски двор), докато Луиза Милер е дъщеря на музикант от средната класа. Двамата се влюбват един в друг, но бащите им заповядват да прекратят връзката си. Президентът иска да увеличи влиянието си, като ожени Фердинанд за лейди Милфорд, любовницата на херцога. Фердинанд се бунтува срещу плана на баща си и се опитва да убеди Луиза да избяга с него. Президентът и неговия секретар Вурм (съперник на Фердинанд) съчиняват коварен план за арестуването на родителите на Луиза без причина. Луиза пише любовно писмо до маршал Фон Калб, но не по своя воля, а принудена от президента. Това писмо достига до Фердинанд и поражда у него ревност и отчаяние.
Луиза се опитва да се освободи от своята тайна чрез самоубийство, умирайки преди Фердинанд и възстановявайки тяхната невинна любов, но баща и я спира, поставяйки голям морален и религиозен натиск върху девойката. Тя е спасена от тайната чрез смъртта (когато разбира, че нейният любим си е сипал отрова), разкривайки му интригата и прощавайки му. Фердинанд свързва ръката си с тази на баща си в момента на своята смърт, което президентът интерпретира като опрощение от сина си.
В сюжета лейди Милфорд е поставена в позиция между средната и по-висока класа, влюбена във Фердинанд. Тя е съпоставена с чистата любов на Луиза към Фердинанд.

## Теми
През 1784 г. Шилер публикува теоретичната си работа „Театърът, разглеждан като морална институция“, чиято централна идея е да представи трагедията като средство за теодикация, като мисията на театъра е да покаже възстановяването на божественото правосъдие на сцената. Тази праведност се вижда в „Коварство и любов“, тъй като в крайна сметка нейният последен съд за обжалване не е светска справедливост, а самият Бог. Шилер вижда образованието като друга функция на театъра, за да привлече аудиторията в катарзис, за да завърши образованието им и да направи театъра „морална институция“. Той видял най-важната му функция да посредничи между свободата и необходимостта, показвайки идеализирана версия на борбата и победата над индивидуалните социални, морални и религиозни ограничения на сцената.
„Коварство и любов“ принадлежи към епохата на „Sturm und Drang“ и се категоризира като буржоазна трагедия, жанр, приписван на Готхолд Ефраим Лесинг – Емилия Галоти оказва ключово влияние върху него. Трагедията преди това била ограничена до аристокрацията, чрез „Standeklausel“ или „клауза за имоти“, но жанрът на Лесинг го отворя в света на германската средна класа. „Коварство и любов“ има доминиращ мотив за конфликта между средните класове и аристокрацията, гордостта на средната класа и аристократичните сноби, с всеобщо универсално човечество в центъра, натоварен с отворени политически оплаквания. В него индивидуалните интереси, субективните чувства и търсенето на свобода от ограниченията на обществото, задвижвани от класата са мощни шофьори на героите и в крайна сметка водят до бедствие. Шилер лично осъзнавал болката на любовта в класовете, чрез любовта си към Шарлот фон Волзоген (доведената сестра на Каролин фон Волзоген-Каролина била сестра на Шарлот фон Ленгефелд, която по-късно била съпруга на Шилер).
Карл Евгений, херцог на Вюртемберг, арестувал Шилер и забранил произведенията му за наказание за неупълномощеното му заминаване, за да присъства на премиерата на пиесата "Разбойници”. Така през септември 1782 г. Шилер се откъсва от влиянието на херцога, премества се в Мюнхен и започва работа по „Коварство и любов“ като отговор на тази несправедливост. Това може да се види в някои от темите на пиесата:
Разтоителство в кралския двор – въпреки че Вюртемберг е била сравнително бедна страна по времето на Шилер, Карл Евгений живял живота си по подобие на френския кралски дворец във Версай – финансирайки скъпи балове, ловувания и фестивали, като експлоатирал своя народ и продавал населението си като наемници.
Търговията с войници – по времето на Шилер, един от начините за набиране на пари на Карл Евгений е да „продават“ синовете на земеделците, занаятчиите и работниците да работят в чужбина като наемници, като например в Американската революционна война, понякога чрез насилие, наркотици или отвличания.
Метреси – дълго време Карл Евгений ръководи система от любовници, включително Франциска фон Льотум (по-късно официален партньор и съпруга на херцога, и основата за героинята лейди Милфорд, особено в нейното влияние върху херцога).
Интриги – по времето на Шилер действащият министър на правосъдието във Вюртемберг, смятал, че Самуел Монмартин е довел до падането на съперниците си чрез фалшиви писма и е спечелил изключителното доверие на принца.
Деспотизъм – колко оправдана е критиката на Шилер за управлението на херцога може да се види в отношението на журналиста и поет Кристиан Фридрих Даниел Шубар, който се обидил от ужасните условия на херцогството и бил лишен от свобода без присъдата на съда.

### Език
Шилер използва висок стил, патос и хиперболи в реда на описване на циничния и студен свят на кралския двор. Интегрираният френски пасаж служи за разкриване на двора с неговите празни и повърхностни разговори. Речта на президента е изискана, обмислена и несъмнено арогантна. Секретарят Вурм може да бъде възприет като негово умалено копие. Речта на Калб е паралелна на тази на Г-жа Милер. Калб говори глуповато и неестествено, често се изразява грешно.
Шилер противопоставя изкуствената реч на двора и директната и често груба реч на женената двойка господин и госпожа Милер. Милер е характеризиран чрез неговия изказ като прост човек. Той подчертава своето мнение с обикновени изрази. Речта на госпожа Милер е свързана със средната класа. Нейното грешно употребяване на чужди думи разкрива това.
Речта на влюбените лейди Милфорд, Луиза и Фердинанд е поставена на специална позиция. Тяхната употреба на езика обикновено не показва тяхното социално положение.

### Структура
Композицията на пиесата следва стриктна система, която може да бъде описана с термина „симетрия“ и „диалектичен принцип“. Сходствата и разликите характеризират съдържанието и стила на пиесата. Това се вижда изключително ясно от редуващите се сцени между средната и благородническата класа. Композицията на съдържанието е също ценен пример за симетрия. Друг пример за това са трите сцени между Фердинанд и Луиза – в началото, средата и края. Първата показва противопоставянето на двамата влюбени, втората – бързо обръща темата в обратна точка, а третата ги довежда до смъртта.

### Социални групи
В пиесата има две противоположни социални групи – средната класа и аристокрацията.

#### Средната класа
Милер е почтен и искрен музикант, който е дълбоко религиозен и има фиксирана позиция в реда на града. От една страна уверен, безстрашен и честен, а от друга ограничен от границите на суверенитета. Милер стриктно вярва в общото мнение и това оказва влияние върху брака на дъщеря му с благородния Фердинанд. Въпреки това, дава свободата на Луиза да си избере съпруг. Към съпругата си се държи като командващ патриарх. Неговата увереност, като на човек от средната класа, ясно се отразява в аргументацията му с президента. Презирайки неговия респект той му противоречи и настоява за своите граждански права. Вижда перфектно с очите си покварения свят на аристокрацията, който стои по-долу и от средната класа. Въпреки това, той не се поддава на изкушението за богатство. Когато Фердинанд му предлага пари за „три месеца дълъг, щастлив живот на неговата дъщеря“ Милер е зашеметен от възможността за такова богатство и се държи вежливо и приятелски към него.
Госпожа Милер държи надеждата за социалното господство относно връзката на Луиза с Фердинанд и тайно окуражава тяхната любовна афера. Освен това, се чувства поласкана от благородния мъж, затава тя отхвърля Вурм. Госпожа Милер е бъбривка и наивно му издава информация за връзката на Фердинанд и Луиза, която той знае как да използва за заговор. Тя трудно се сдържа срещу своя съпруг. Също така е боязлива и покорна в отношение към президента и олицетворява типичния робски дух.
Луиза Милер е 16-годишната дъщеря на Милер и е представена като най-красивата, която може да стои наравно до красавиците от кралския двор. Тя е дълбоко вкоренена в своето семейство и споделя особено близка връзка с баща си. Тази връзка между баща и дъщера се дължи на обстоятелството, че тя е единствено дете. Луиза пораства закриляна и въведена в християнството. Нейните мисли и действия са породени от нейната вяра и непристойният живот в двора я отвращава. Срещата ѝ с Фердинанд създава конфликт между любовта към него и очакванията на баща ѝ. В този ред на мисли е опозицията на Емануел Кант за дълга и влечението. Луиза осъзнава действителността.
Вурм е секретар и довереник на президента. Драматургично погледнато, той е страхлив интригант, който ще направи всичко за богатство и престиж. Той е източникът на интригите, от които очаква брак с неговата тъй желана Луиза. Изкачва се по социалната стълба чрез измами и подмазване. Любовта му към Луиза и желанието да се ожени за нея го принуждава да поддържа тази интрига.

#### Аристокрацията
Невидим, но също така и изпъкващ на заден план е Принцът, като абсолютен владетел, който не се грижи за благополучието на своите подчинени. Той не присъства персонално, но неговите сватбени планове, животът му в двора и неговото управление оказват влияние върху живота на героите.
Президент фон Валтер – бащата на Фердинанд, получава своята позиция, убивайки предшественика си. Неговото поведение е типично, за да стабилизира позицията си в двора и да я разшири. Той упражнява сила върху други хора чрез ценности и чувства, вижда любовта като безсмислено увлечение, бракът трябва да носи могъщество и политически преимущества. До смъртта и опрощаването от Фердинанд той не разбира голямата си заблуда. Тогава осъзнава, че хората не могат да бъдат управлявани като шахматни фигури. Угризението, което го разяжда, го довежда до правосъдието и това прекратява неговата кариера.
Фердинанд е типичен представител на „Sturm und Drang“, страстен и темпераментен. Луиза, принадлежаща към средната класа, е считана за неподходяща годеница за сина на президента, но Фердинанд не се интересува от социалната класа, а от същността на хората. Той се оплаква от несправедливостта, жестокостта и неморалното. Обсебен от безусловната любов, влиза в ролята на отмъстител и убива невинен.
Лейди Милфорд – е любовницата на принца и заема средна позиция между двора и средната класа, сираче, което бяга от Англия в Германия. Тя използва любовта на принца и става негова любовница. Тази позиция ѝ дава възможност да бъде част от обществото на аристократите и да задоволява нейните амбиции. Сватбените планове с Фердинанд са скалъпени от нея, не от президента. Тя копнее за истинска любов и иска да напусне страната с Фердинанд и да започне начисто. Когато той отхвърля любовта и, тя се опитва да го принуди с всички налични средства, знаейки, че не може да се бори с неговото сърце. Страхувайки се от възможно унижение, лейди Милфорд не е склонна да се оттегли. Заплашвайки и давайки обещания, тя се опитва да накара Луиза да се откаже от Фердинанд, но нейната маска пада. Разкрита от добродетелите на Луиза, прекратява аферата си с принца и напуска страната. Проявява се като жена, желаеща добро, но пропаднала сред разточителството и хитростите на двора. Стремежът към могъщество хвърля сянка върху нейната човечност и поведение.
Маршал фон Калб – страхлив и бъбрив, зависим от президента фон Валтер, олицетворява дворцовия живот. Като човек без особени качества, той знае, че трябва да превърне себе си в инструмент, за да постигне целите си.

## История
Шилер поставя пиесата през 1784 г. Оригиналното име е „Луиза Милер“, което е сменено по предложение на актьора Август Вилхелм Ифланд. Първото представление е на 13 април 1784 г. във Франкфурт и два дни по-късно на 15 април 1784 г. в Националния театър в Мюнхен в присъствието на Шилер. Пиесата има огромен успех, преминава през Берлин и Щутгарт. Излиза за печат през 1784 г. в Мюнхен.

## Адаптации

### Преводи
Първият английски превод е направен през 1795 г., а френската версия през 1799 г. Модерният английски превод със заглавие „Любов и политика“ на Кристофър Уебър излиза в Лондон през 1989 г., „Интриги и любов“ на Даниел Милър през 2010 и „Луиза Милер“ на Майк Полтън на 30 юли 2011 г.

### Опера
Операта на Джузепе Верди, базирана на пиесата, е именувана „Луиза Милер“. Автор на либретото е Салваторе Камарано и премиерата е на 8 декември 1849 г. Друга опера на Готфрид фон Ейнем използва оригиналното заглавие на Шилер – „Коварство и любов“, и излиза през декември 1976 г.

### Телевизия
Има създадени 12 филма по пиесата на Фридрих Шилер. Първият излиза през 1913 г. под името „Коварство и любов“. Следват различни немски екранизации през 1913 г., 1922 г., 1955 г., 1959 г. – 2, 1967 г., 1980 г., 1982 г., 2001 г., 2005 г., 2009 г. и една австрийска през 1965 г.